# Distomus fuscus
Distomus fuscus är en sjöpungsart som först beskrevs av Delle Chiaje 1841.  Distomus fuscus ingår i släktet Distomus och familjen Styelidae. Inga underarter finns listade i Catalogue of Life.